# ادوین فانینی
ادوین فانینی (انگلیسی: Edewin Fanini؛ زادهٔ ۲۵ مهٔ ۱۹۸۶) بازیکن فوتبال اهل برزیل است.
از باشگاه‌هایی که در آن بازی کرده‌است می‌توان به باشگاه فوتبال پادوا اشاره کرد.